# Odacir Zonta
Odacir Zonta (Encantado, 18 de julho de 1945) é um político brasileiro, atualmente filiado ao Partido Socialista Brasileiro (PSB).
Foi vice-prefeito de Ipumirim em duas oportunidades: entre 1969 e 1973, e entre entre 1973 e 1977, em ambas ocasiões concorrendo pela Aliança Renovadora Nacional (ARENA).
Foi prefeito de Concórdia, com mandato de 1 de janeiro de 1989 a 31 de dezembro de 1992, eleito pelo Partido Democrático Social.
Foi deputado estadual de Santa Catarina, na 13ª legislatura (1995 — 1999) e na 14ª legislatura (1999 — 2003), pelo PPB.
Foi deputado federal por Santa Catarina na 52ª legislatura (2003 — 2007) e na 53ª legislatura (2007 — 2011), pelo Partido Progressista (PP)
Na 54ª Legislatura (2011-2015) chegou a tomar posse como deputado federal devido ao indeferimento do registro de candidatura do deputado João Pizzolatti, que foi enquadrado na Lei da Ficha Limpa. No entanto, Pizzolatti foi beneficiado pela decisão do Supremo Tribunal Federal que considerou inaplicável a Lei da Ficha Limpa nas eleições de 2010, tendo tomado posse no cargo de deputado federal no lugar de Zonta, que passou a ser o primeiro suplente do Partido Progressista (PP).
Nas eleições de 2014 concorreu ao cargo de deputado federal pelo (PSB).